# Eugnathichthys
Eugnathichthys is een geslacht van straalvinnige vissen uit de familie van de hoogrugzalmen (Distichodontidae).

## Soorten
- Eugnathichthys eetveldii Boulenger, 1898
- Eugnathichthys macroterolepis Boulenger, 1899